# Тантави, Мухаммад Саид
Мухаммад Саид Тантави (араб. محمد سيد طنطاوي‎; 28 октября 1928, Сохаг — 10 марта 2010, Эр-Рияд) — один из самых влиятельных исламских богословов Египта. С 1986 по 1996 год был верховным муфтием Египта. В 1996 году президент Хосни Мубарак назначил его шейхом Аль-Азхара.

## Биография
Родился в провинции Сохаг. Окончил университет «Аль-Азхар», с 1958 года работал преподавателем этого же университета. В 1966 году ему была присуждена степень доктора наук по хадисоведению и толкованию Корана. С 1972 года работал в Исламском университете в Ливии, а с 1980 года — в Исламском университете Медины (Саудовская Аравия). С 1985 года Мухаммад Тантави работал в Александрии.
В 1959 году Тантави получил степень магистра, в 1966 году — докторскую степень. Его докторская диссертация была посвящена Бану Израиль в Коране и Сунне.
В октябре 1986 года Тантави был назначен верховным муфтием Египта. Он занимал эту должность на протяжении почти десяти лет, пока он не был назначен Великим имамом мечети Аль-Азхар и великим шейхом университета Аль-Азхар. В 2004 году был имамом похоронной молитвы Ясира Арафата.
В 1986 году был награждён  Международной премией короля Фейсала за заслуги перед исламом

## Фетвы
Фетвы Мухаммада Тантави вызывали критику среди исламских богословов.
- Тантави издал фетву, которая позволила совершать абортов в случаях, когда женщина забеременела в результате изнасилования[9]
- В 1997 году Тантави запретил женского обрезания, сказав, что женское обрезание не имеет ничего общего с религией[10].
- В 2001 году Тантави осудил использование террористов-смертников против израильтян[11].
- В 2001 году он издал фетву о запрете женщинам выступать в качестве суррогатных матерей[12].
- В октябре 2009 года Тантави начал кампанию против никаба, заявляя, что никаб является традицией и не имеет никакого отношения к религии[13][14][15].
- В 2002 году Тантави заявил, что евреи являются «врагами Аллаха, потомки обезьян и свиней»[16].

## Смерть
Тантави скончался утром 10 марта 2010 года, в возрасте 81 года. Во время визита в Эр-Рияд (Саудовская Аравия) у него случился сердечный приступ.